# Karl-Heinz Röhr
Karl-Heinz Röhr (* 1. August 1935 in Berlin) ist ein deutscher Journalist. Von 1986 bis 1990 war er Professor für Grundlagen der journalistischen Methodik der Sektion Journalistik an der Karl-Marx-Universität Leipzig.

## Leben
Karl-Heinz Röhr besuchte bis 1949 die Pestalozzi-Volksschule in Borna. Es folgte eine dreijährige Lehre zum Bergmaschinenmann im Braunkohlenwerk Großzössen/Witznitz bei Borna mit einer sich 1952–53 anschließenden Tätigkeit als Maschinist in der Brikettierung. Der Teilnahme an einem Pressenachwuchs-Lehrgang für jugendliche Volkskorrespondent in Verbindung mit einem Redaktionsvolontariat folgte 1953 der Besuch der Arbeiter-und-Bauern-Fakultät (ABF) der Karl-Marx-Universität Leipzig (KMU).
Nach dem Abitur 1956 studierte Karl-Heinz Röhr unter anderem bei Hermann Budzislawski und Hedwig Voegt an der Fakultät für Journalistik der KMU Leipzig und schloss 1960 das Studium als Diplom-Journalist ab. Nach einer dreijährigen Tätigkeit als Redakteur der Universitätszeitung der KMU Leipzig erhielt er eine Anstellung zunächst als Wissenschaftlicher Assistent in der Abteilung Journalistische Genres am Institut für Theorie und Praxis der Pressearbeit der KMU Leipzig und schließlich 1967 als Oberassistent. Seine Assistenzzeit wurde nach der Promotion 1966 zum Dr. rer. pol. mit einer Arbeit über den Einfluss von Rundfunk u. Fernsehen auf die Informationsübermittlung in der Tagespresse durch einen Studienaufenthalt an der Fakultät für Journalistik der Lomonossow-Universität Moskau ergänzt.
Nach der 3. Hochschulreform 1968/69 wirkte Karl-Heinz Röhr an der Sektion Journalistik als berufener Dozent für das Spezialgebiet Journalistische Methodik/Journalistische Information und ab 1973 als Wissenschaftsbereichsleiter für den Fachbereich Journalistische Methodik. 1978 habilitierte er sich mit einem Beitrag über methodische Aspekte der Schaffung von wirkungsvollen journalistischen Einzelbeiträgen. Der Ernennung 1986 zum außerordentlichen Professor folgte 1989 die Berufung zum ordentlichen Professor für Grundlagen der journalistischen Methodik. Mit der Auflösung und Umwandlung der Sektion Journalistik Ende 1990 beendete Karl-Heinz Röhr seine Tätigkeit als Hochschullehrer und fungierte von 1990 bis 1992 als Geschäftsführer im Journalisten- bzw. Presseclubs e.V. Leipzig sowie kurzzeitig als Verlagsvertreter für Zeitschriftenverlage. 1992 erfolgte der Übergang in den Ruhestand. Karl-Heinz Röhr ist Gründungsmitglied der Lene-Voigt-Gesellschaft e. V. und Leiter der Leipziger Journalisten-Senioren Gruppe.

## Qualifikationen
- Erwerb des Diploms als Diplom-Journalist am 31. März 1960.
- Promotion zum Dr. rer. pol. am 2. Dezember 1966 an der Fakultät für Journalistik der KMU Leipzig.
- Facultas Docendi für das Fachgebiet Journalistische Information vom 13. Februar 1970 an der Sektion Journalistik an der Karl-Marx-Universität Leipzig.
- Habilitation zum Dr. sc. pol. vor dem Wissenschaftlichen Rat der KMU Leipzig 1978.

## Mitgliedschaften
- 1987–1989 Mitglied des Rates der Fakultät für Kultur-, Sprach- und Erziehungswissenschaften.
- 1989–1990 Vorsitzender der Universitätsgewerkschaftsleitung der Karl-Marx-Universität Leipzig.
- 1990 Mitglied des Akademischen Senats der Karl-Marx-Universität Leipzig
- 1990–1992 Vorsitzender des Journalisten- bzw. Presseclubs Leipzig e. V.
- seit 1995 Mitglied der Lene-Voigt-Gesellschaft e. V.

## Publikationen (Auswahl)
- mit Edmund Schulz: Über Information und Nachricht. Berlin: Schriftenreihe des VdJ, Heft 29, 1965.
- Autorenkollektiv: Grundfragen journalistischer Information. Leipzig: KMU, Fakultät für Journalistik, 1965.
- Zeitungsinformation und Bildschirm. Die sozialistische Presse unter den Bedingungen des Fernsehens. Leipzig: VEB Bibliographisches Institut, 1968.
- Zeitungsinformation und Bildschirm. Leipzig: VEB Bibliographisches Institut, 1968.
- Autorenkollektiv: Methodik der journalistischen Arbeit. Übungsbuch an der Sektion Journalistik (7 Broschüren). Leipzig: KMU Leipzig, 1970–74.
- Journalistische Genres. In: Rüdiger Bernhardt (Hrsg.):  Vom Handwerk des Schreibens. Ein Sachbuch für Schreibende. Berlin: , 1976 u. 1983.
- mit Fred Schreier, Klaus Zwanzig u. a.: Journalistische Arbeit im Betrieb – ein Handbuch. Berlin: Dietz-Verlag, 1984.
- Zahlreiche Einzelbeiträge in Fachzeitschriften wie Theorie und Praxis des sozialistischen Journalismus oder Neue Deutsche Presse.
- Herausgeber und Redakteur zahlreicher Lehrmaterialien und Lehrheften für das Direkt- u. Fernstudium an der Fakultät bzw. Sektion Journalistik der KMU Leipzig. Mitarbeit an Sammelpublikationen wie Wörterbuch der sozialistischen Journalistik 1981.